# Dystasia semicana
Dystasia semicana es una especie de escarabajo longicornio del género Dystasia, familia Cerambycidae. Fue descrita científicamente por Pascoe en 1864.
Habita en Singapur. Los machos y las hembras miden aproximadamente 14-17 mm. El período de vuelo de esta especie ocurre en los meses de febrero, marzo, mayo y agosto. 